# میوگا
میوگا (به ژاپنی: 冥加 みょうが)، این نوعی مالیات بود که در دوره ادو به عنوان غرامت برای استفاده از کوه‌ها، مزارع، رودخانه‌ها، دریاها و غیره یا برای مجوزهای تجاری به شوگون‌سالاری ادو یا حوزه‌های فئودالی پرداخت می‌شد. از آنجا که اغلب با پول پرداخت می‌شد، به آن میوگاکین (به ژاپنی: 冥加金 みょうがきん) یا یا میوگایی (به ژاپنی: 冥加永 みょうがえい) نیز می‌گفتند.